# Moonage Daydream
«Moonage Daydream» — песня британского рок-музыканта Дэвида Боуи, первоначально записанная его группой Arnold Corns в феврале 1971 года в лондонской студии Radio Luxembourg и выпущенная в качестве сингла в мае 1971 года на лейбле B&C Records. Спустя несколько месяцев Боуи перезаписал эту песню вместе со своей новой аккомпанирующей группой The Spiders from Mars, в которую входили Мик Ронсон, Тревор Болдер и Мик Вудманси, специально для предстоящей пластинки The Rise and Fall of Ziggy Stardust and the Spiders from Mars (1972). Запись проходила в ноябре 1971 года на студии Trident Studios под руководством сопродюсера Кена Скотта. Перезаписанный вариант отличался глэм-роковым звучанием, включал мелодические и гармонические элементы, а также перкуссию и гитарный рифф, навеянные хэви-металом. В песню также добавили саксофон, на котором играл Боуи, и гитарное соло и струнную аранжировку Ронсона. Текст песни знакомит слушателя с героем альбома Зигги Стардастом — бисексуальной инопланетной рок-суперзвездой, призванной спасти Землю от надвигающейся катастрофы, рассказу о которой посвящена вступительная композиция «Five Years».
«Moonage Daydream» была высоко оценена музыкальными критиками. Многие из них особенно выделяли вклад гитариста Мика Ронсона, назвав его ключевым звеном в успехе песни. По прошествии лет «Moonage Daydream» завоевала статус одной из величайших композиций в дискографии Боуи. Музыкант регулярно исполнял её на концертах во время турне Ziggy Stardust Tour (1972—1973) и в более поздних гастрольных турах. С тех пор альбомная версия появилась на нескольких сборниках, а также прозвучала в фильме «Стражи Галактики», а вариант Arnold Corns был включён в переиздания альбомов The Man Who Sold the World (1970) и Ziggy Stardust. Ремастированная версия песни (наряду с первоначальным вариантом группы Arnold Corns) была включена в бокс-сет Five Years (1969–1973) 2015 года.

## Предыстория и запись
«Moonage Daydream» была сочинена во время промотура Боуи по США в начале февраля 1971 года. После гастролей музыкант сформировал группу Arnold Corns (вскоре расформированную), названную в честь песни Pink Floyd «Arnold Layne». Ансамбль, возглавляемый Боуи, состоял из гитариста Марка Карра-Причарда, басиста Питера Дешомоджи и барабанщика Тима Бродбента, которые ранее были известны как трио под названием Rungk. Arnold Corns записали «Moonage Daydream» и «Hang On to Yourself» 25 февраля 1971 года в лондонской студии Radio Luxembourg. Вскоре Боуи начал сотрудничать с дизайнером одежды Фредди Бурретти и предложил ему записать «Moonage Daydream» в качестве фронтмена коллектива. Хотя Бурретти считается вокалистом, он не фигурировал ни на одной из записей. Биограф Питер Доггетт писал, что в оригинальной версии был «игривый припев, вдохновлённый научной фантастикой, два невзрачных куплета с одной запоминающейся строчкой и аранжировка, которая не только терзала голос Боуи, словно мученика инквизиции, но и фактически олицетворяла собой слово „беспорядочная“». По словам биографа Николаса Пегга, версии Arnold Corns не хватало «непринуждённости» второго варианта. Как и Доггетт, Пегг критиковал аранжировку песни и вокал Боуи, называя его «натужным подобием» американского рок-н-ролльного вокала, а также отмечал неуместную дополнительную строчку «come on, you mothers!». В свою очередь, писатель Марк Шпиц выражал мнение, что версия Arnold Corns была мелодически идентичной версии Ziggy Stardust, но с немного другим припевом. По словам Питера Доггетта, если бы «Moonage Daydream» и «Hang On to Yourself» не были перезаписаны для Ziggy Stardust, о них бы никто и не вспомнил. Писатель Кевин Канн отмечал, что после того, как текст был переработан и «прошёл Зигги-терапию», он стал «блистательной жемчужиной глэма» в контексте альбома.
Боуи перезаписал «Moonage Daydream» для альбома The Rise and Fall of Ziggy Stardust and the Spiders from Mars 12 ноября 1971 года в лондонской студии Trident Studios. При поддержке сопродюсера Кена Скотта и аккомпанирующей группы, известной как The Spiders from Mars, в состав которой входили гитарист Мик Ронсон, басист Тревор Болдер и барабанщик Мик Вудманси, группа записала композицию за два дубля, также записав песни «Soul Love» и «Lady Stardust» и перезаписав «The Supermen» из альбома The Man Who Sold the World (1970). Новая версия, как и весь альбом, отличалась глэм-роковым звучанием, содержала мелодические и гармонические хуки, а также перкуссию и гитарный рифф, невеяные хэви-металом. По мнению Доггетта, изучив «вокальные стенания» Arnold Corns, Spiders решили записать песню на три полутона ниже, чем в первоначальной версии.
Ронсон начинает песню с гитарного аккорда D, который описывали как «лавину», «забивщик свай» и «вступительную молнию», а также как «декларацию о намерениях» музыканта. Пегг подчёркивал, что аккорд буквально «разрезает тишину [звучащую] в конце» предшествующей ей композиции «Soul Love», увлекая слушателя «в трясину неряшливого секса и сюрреалистичной научной фантастики, которая оккупирует сердце альбома». После короткой паузы Боуи начинает петь, его вокал, по мнению Доггетта, звучит намного лучше, чем «металлический скрежет» записи 1970 года. Во время соло Мика Ронсона Дэвид играет на саксофоне и вистле, использование которых было вдохновлено песней «Sho Know a Lot About Love» (1960) ансамбля The Hollywood Argyles. В 2003 году Боуи пояснил, что, по его мнению, сочетание саксофона и пикколо — «отличная вещь для рок-песни». Гитарное соло Ронсона было по большей части импровизацией, придуманной после того как Боуи обрисовал необходимое настроение, используя нетипичный метод. Фронтмен вспоминал в своей книге Moonage Daydream (2002), что использовал мелок или фломастер, чтобы нарисовать «форму» соло. Соло началось как плоская линия, которая превращалась в «толстую фигуру наподобие мегафона» и заканчивалась «струями разрозненных и ломаных линий». По словам Боуи, он где-то прочёл, что Фрэнк Заппа использовал тот же метод для передачи идеи соло своим музыкантам. Музыкант был впечатлён тем, что Ронсон смог использовать этот метод, чтобы реализовать задачу. В начале припева появляются струнные инструменты, аранжированные и оркестрованные Ронсоном, достигая кульминации в «обрывисто-нисходящем пиццикато». Они начинают звучать снова в самом конце песни, когда мелодия постепенно стихает, на этот раз с эффектом «закрученной фазы», что было идеей Скотта на этапе микширования. Доггетт отмечал: «Только в последние мгновения гитара Ронсона обеспечивала климатическое высвобождение, которого требовала мелодия, постоянно возвращаясь к одним и тем же мотивам, словно в экстатическом спазме».

## Тематика
Вслед за «Five Years», описывающей надвигающуюся катастрофу, из-за которой Земле отводят всего пять лет, и «Soul Love» в которой действующие лица затрагивают темы любви перед надвигающим апокалипсисом, третья композиция альбома «Moonage Daydream» знакомит слушателя непосредственно с его главным героем — Зигги Стардастом.
Согласно тексту, Зигги провозглашает себя «экзотическим гибридом прошлого рока и будущего человечества»: «аллигатор» (сильный и безжалостный), «мама-папа» (без гендерной принадлежности), «космический захватчик» (инопланетный и фаллический), «рок-н-ролльная сучка» и «розовая обезьяна-птица» (гей-сленг, обозначающий «нижнего»). Также Зигги восхваляет достоинства «церкови человека, любви» (произносит как, «церкови любви человека»); Пегг считает, что эта фраза частично вдохновлена предложенной философом Томасом Пейном «Церковью Бога, Любви и Человека», на которую Боуи неоднократно косвенно ссылался (и напрямую в песне «Pretty Pink Rose», сочинённой совместно с Эдрианом Белью).
Доггетт считает, что «беспечные» образы, которые использует Зигги Стардаст, усиливают «эротическую фантазию» припева, характеризуемого как «розовые мечты для „грезившей“ о луне эпохи миссии Аполлона» и для традиции «поэзии муз» Роберта Грейвса, которая была связана с «древними культами, поклоняющимися луне, получая доступ к воображению без задействования интеллекта». Доггетт продолжает мысль, ссылаясь на слова философа Колина Уилсона: «богиня луны была богиней магии, подсознания, поэтического вдохновения». Следовательно, «грёзы эпохи луны» могут представлять собой «экстатический, инстинктивный путь к творчеству» или не что иное, как дань уважения «фирменной образности в лирике музыканта Марка Болана». В оригинальной версии песни Боуи использовал несколько американизмов, большинство из которых сохранились при перезаписи: такие сокращения, как «comin’», «’lectric» и «rock’n’rollin’», а также фразы вроде «busting up my brains», «lay the real thing on me», «freak out» и «far out». По словам Пегга, в песне присутствует несколько оммажей, в том числе Игги Попу, чья фраза «она положила на меня телевизионный взгляд» была переделана в «следи за мной своим электрическим взглядом», и один — Легендарному Стардаст Ковбою, чья строчка «Я выстрелил из своего космического пистолета» была переделана в «приставь свой лучевой пистолет к моей голове».

## Релиз и отзывы
«Когда я вошел в диспетчерскую [студии] и впервые услышал «Moonage Daydream» из динамиков, я сразу же поймал себя на мысли, что у нас действительно появилось что-то особенное. Никогда не забуду этот момент».

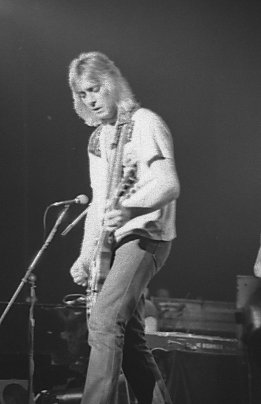
Гитарный вклад Мика Ронсона получил единодушную похвалу от пула музыкальных критиков, большинство из которых назвали его лучшим аспектом трека

Оригинальная версия «Moonage Daydream», записанная вскоре расформированной группой Arnold Corns, была выпущена в Великобритании на лейбле B&C Records в виде 7-дюймового сингла с «Hang On to Yourself» на второй стороне в мае 1971 года. Перезаписанный вариант был включён в пятый студийный альбом Боуи The Rise and Fall of Ziggy Stardust and the Spiders from Mars, выпущенный 16 июня 1972 года на лейбле RCA Records, в качестве третьего трека между «Soul Love» и «Starman». Обсуждая расположение песни в трек-листе альбома, Пегг описывает её как «краеугольный камень», если брать за основу вступительный и заключительный треки пластинки «Five Years» и «Rock ’n’ Roll Suicide», соответственно.
«Moonage Daydream» была тепло встречена критиками. Многие сочли проделанную Ронсоном роботу одной из сильнейших сторон песни. Так, Николас Пегг похвалил гитарное соло музыканта, назвав его «захватывающим» и «жизненно важным элементом» записи. Он описал его как, возможно, лучшее творение Ронсона, созданное для Боуи, признанное среди гитаристов «классикой на все времена». В рецензии, посвящённой 40-летию записи, Джордан Блюм из PopMatters описал «Moonage Daydream», «Hang On to Yourself» и «It Ain’t Easy» как «бодрящие рок-боевики», которые подчёркиваются «электризующими тембрами Ронсона». В 2016 году, после смерти Боуи, журнал Rolling Stone включил «Moonage Daydream» в число 30 ключевых песен артиста, единодушно похвалив гитарный вклад Ронсона и назвав его одним из самых «потрясающих» в его карьере. Стивен Томас Эрлевайн из AllMusic также воспел гитарный вклад музыканта, написав: «[Ронсон] играет с индивидуалистическим чутьём, которое находит отражение в таких рок-боевиках как „Suffragette City“, „Moonage Daydream“ и „Hang On to Yourself“». Ещё один публицист AllMusic, Нед Рэггетт, назвал трек одним из «самых яростных рок-композиций в карьере Боуи». Продолжая: «Как прототип все ещё влиятельной формулы глэм-рока — нисходящие, медленные аккорды, высокое пение, сексуально заряженные, практически откровенные образы, толстый, жирный фидбэк и многое другое — он преуспевает во всех аспектах». Автор подытожил: «Клавишные Ронсона и финальная аранжировка с закрученными струнными в сочетании с блестящим гитарным соло, словно вишенкой на торте, сделали „Moonage Daydream“ классикой рока на века».
Редакция Ultimate Classic Rock поставила «Moonage Daydream» на 3-е место в списке десяти лучших песен Боуи, назвав её одной из самых сильных вещей альбома и в его карьере. Они высоко оценили текст, а также вклад Ронсона, назвав его «рок-н-ролльным мастер-классом». Иэн Фортнэм из Classic Rock, оценивая каждый трек пластинки от худшего к лучшему, поставил песню на 6-е место, похвалив работу Ронсона, в частности, назвав его финальное гитарное соло «потрясающим», «за которое даже умереть не жалко». В 2018 году редакция журнала NME присудила песне 11-е место в дискографии музыканта. Публицист The Guardian Алексис Петридис поставил «Moonage Daydream» на 33-е место в своём списке «50 величайших песен Боуи» назвав гитарное соло Ронсона «умопомрачительным» и охарактеризовав его как лучший пример «высокодраматичных рок-гимнов» альбома. Тим Уиллер из североирландской рок-группы Ash в интервью журналу Q сказал: «С Боуи вы избалованы выбором, когда дело касается песен, вдохновлённых научной фантастикой. Но „Moonage Daydream“ — моя любимая. У неё отличный рифф, и она звучит действительно красиво, в какой-то странной манере, даже несмотря на то, что текст довольно мрачный».

## Концертные версии
16 мая 1972 года Боуи записал «Moonage Daydream» для радиопрограммы BBC «Sounds of the 70s: John Peel». Позднее эта запись была выпущена в альбоме Bowie at the Beeb (2000). Музыкант регулярно исполнял песню в рамках турне Ziggy Stardust Tour, иногда объявляя её как «песню написанную Зигги». Концертная запись композиции, сделанная 20 октября 1972 года в Santa Monica Civic Auditorium, была включена в альбом Live Santa Monica '72 (2008). Она также прозвучала во время финального шоу тура в лондонском Hammersmith Odeon (3 июля 1973 года) где Боуи объявил: «Это последний концерт, который мы когда-либо делали». Позже это шоу было воспринято как отрешение музыканта от образа Зигги Стардаста. Запись выступления была выпущена на Ziggy Stardust: The Motion Picture (1983). Впоследствии Боуи исполнил этот трек в туре Diamond Dogs Tour, а также в турах Outside Tour (1995), Earthling Tour (1997) и Heathen Tour (2002). Концертные версии песни, сделанные во время Diamond Dogs Tour, были выпущены в альбомах David Live (1974), Cracked Actor (Live Los Angeles ’74) (2017) и I’m Only Dancing (The Soul Tour 74) (2020). Живая версия, записанная во время одного из шоу Outside Tour, была выпущена на сингле «Hallo Spaceboy» (1996). В 2020 году этот концерт был издан целиком под названием No Trendy Réchauffé (Live Birmingham 95).

## Наследие
Версия группы Arnold Corns (без устного вступления «Всякий раз, когда вы будете готовы») была выпущена в качестве бонус-трека к переизданию альбома The Man Who Sold the World (1990) на CD фирмой Rykodisc, а также на юбилейном переиздании Ziggy Stardust (2002). Вариант песни с восстановленным устным вступлением был включён в сборник Re: Call 1, выпущенный в рамках компиляции Five Years (1969–1973) 2015 года.
Версия песни, выпущенная в альбоме Ziggy Stardust, появилась в нескольких сборниках, в том числе в бокс-сете Sound + Vision (1989), Best of Bowie (2002), Nothing Has Changed (2014) и Legacy (2016). Впоследствии «Moonage Daydream» неоднократно перевыпускалась, в рамках самого альбома, в том числе в 1990 году на компакт-диске — силами компании Rykodisc и в 2012 году — к 40-летию записи. Ремастированная версия 2012 года и перемикшированная 2003-го (продюсером Кеном Скоттом) наряду с оригинальной записью Arnold Corns были включены в бокс-сет Five Years (1969–1973). Обновлённый микс также фигурировал в переиздании Ziggy Stardust 2002 года, в котором, по словам Канна, гитара Ронсона «выходит на первый план». Первоначально этот микс прозвучал в телевизионной рекламе американской компании Dunlop 1998 года.
«Moonage Daydream» была включена в саундтрек фильма «Стражи Галактики» (2014), а также в одноимённый альбом. Она звучит в сцене, когда команда Стражей прилетает в штаб-квартиру Коллекционера. Из всех песен саундтрека эта композиция была единственной, добавленной в процессе постпродакшена. Режиссёр ленты Джеймс Ганн изначально сомневался какую песню ему стоит использовать выбирая между «Wichita Lineman» Глена Кэмпбелла, «Mama Told Me (Not to Come)» Three Dog Night и «Moonage Daydream», в итоге остановив свой выбор на последней. Позднее Ганн заявил: «Ты не можешь снять „космический“ фильм, наполненный 1970-ми, и не включить в него Зигги Стардаста».
В 2002 году были изданы мемуары Дэвида Боуи, получившие название Moonage Daydream: The Life and Times of Ziggy Stardust, посвящённые воспоминания музыканта о 1972-73 годах. Книга была наполнена фотографиями Мика Рока. Боуи познакомился с ним в 1972 году, и у них сложились долгосрочные рабочие отношения и крепкая дружба. Рок был единственным фотографом, уполномоченным документировать двухлетний период карьеры Зигги Стардаста.
Такое же название носит документальный фильм 2022 года, состоящий из архивных материалов, подробно описывающих жизнь и карьеру Боуи. Этот проект является первым посмертным фильмом о музыканте, одобренным его наследниками.

## Участники записи
| Версия группы Arnold Corns Согласно данным биографов Кевина Канна и Николаса Пегга. - Дэвид Боуи – вокал, ритм-гитара, продюсирование - Фредди Бурретти – (значится вокалистом, нов записи не участвовал) - Марк Карр-Причард – гитара - Питер Дешомоджи – бас - Тим Бродбент – ударные, бубен | Версия группы The Spiders for Mars Согласно данным биографов Кевина Канна и Николаса Пегга. - Дэвид Боуи – ведущий вокал, акустическая гитара, саксофон, вистл, продюсирование - Мик Ронсон – электргитара, фортепиано, бэк-вокал, аранжировка струнных - Тревор Болдер – бас - Мик «Вуди» Вудманси – ударные - Кен Скотт – продюсирование |

## Сертификация
| Великобритания                                                      | Серебряный | 200 000† |
| † означает, что продажи+стриминг, основанные только на сертификации |            |          |